# Memoriał Edwarda Jancarza 1994
III Memoriał Edwarda Jancarza odbył się 15 maja 1994 roku na stadionie im. Edwarda Jancarza w Gorzowie Wielkopolskim. Sędzią zawodów był Roman Siwiak.

## Wyniki
| Msc. | Zawodnik                | Klub                | Pkt  |              |  |
| ---- | ----------------------- | ------------------- | ---- | ------------ |  |
| 1    | (6) Joe Screen          | Częstochowa         | 13+3 | (1,3,3,3,3)  |  |
| 2    | (7) Greg Hancock        | Leszno              | 13+2 | (3,3,3,1,3)  |  |
| 3    | (1) Billy Hamill        | Gorzów Wielkopolski | 11+3 | (3,2,1,3,2)  |  |
| 4    | (5) Ryszard Franczyszyn | Gorzów Wielkopolski | 11+2 | (0,3,3,3,2)  |  |
| 5    | (12) Bohumil Brhel      | Gorzów Wielkopolski | 10   | (3,3,0,2,2)  |  |
| 6    | (11) Tony Rickardsson   | Tarnów              | 10   | (d,2,2,3,3)  |  |
| 7    | (15) Piotr Paluch       | Gorzów Wielkopolski | 9    | (2,1,1,2,3)  |  |
| 8    | (13) Roman Jankowski    | Leszno              | 8    | (3,2,1,2,0)  |  |
| 9    | (3) Jarosław Olszewski  | Gdańsk              | 7    | (1,0,3,2,1)  |  |
| 10   | (10) Piotr Świst        | Gorzów Wielkopolski | 7    | (2,2,2,0,1)  |  |
| 11   | (8) Grigorij Charczenko | brak klubu          | 6    | (2,2,1,1,d)  |  |
| 12   | (16) Simon Wigg         | Leszno              | 5    | (1,1,0,1,2)  |  |
| 13   | (9) Marek Kępa          | Lublin              | 5    | (1,0,2,1,1)  |  |
| 14   | (2) Andrzej Huszcza     | Zielona Góra        | 3    | (0,1,2,d,0)  |  |
| 15   | (4) Marek Hućko         | Gorzów Wielkopolski | 4    | (2,0,d,–,ns) |  |
| 16   | (14) Andy Smith         | Bydgoszcz           | 1    | (0,u,d,–,–)  |  |
| 17   | (R1) Cezary Owiżyc      | Piła                | 1    | (0,d,1)      |  |

## Wyścig po wyścigu
1. Hamill (66,22), Hućko, Olszewski, Huszcza
2. Hancock (66,81), Charczenko, Screen, Franczyszyn
3. Brhel (66,84), Świst, Kępa, Rickardsson (d)
4. Jankowski (67,81), Paluch, Wigg, Smith
5. Franczyszyn (66,15), Hamill, Jankowski, Kępa
6. Screen (65,63), Świst, Huszcza, Smith (u)
7. Hancock (65,34), Rickardsson, Paluch, Olszewski
8. Brhel (65,56), Charczenko, Wigg, Hućko
9. Screen (66,81), Rickardsson, Hamill, Wigg
10. Franczyszyn (65,32), Huszcza, Paluch, Brhel
11. Olszewski (67,53), Kępa, Charczenko, Smith (d)
12. Hancock (66,04), Świst, Jankowski, Hućko (d)
13. Hamill (65,48), Brhel, Hancock, Owiżyc
14. Rickardsson (65,72), Jankowski, Charczenko, Huszcza (d)
15. Franczyszyn (65,59), Olszewski, Wigg, Świst
16. Screen (67,37), Paluch, Kępa, Owiżyc (d)
17. Paluch (66,97), Hamill, Świst, Charczenko (d)
18. Hancock (67,04), Wigg, Kępa, Huszcza
19. Screen (65,90), Brhel, Olszewski, Jankowski
20. Rickardsson (65,72), Franczyszyn, Owiżyc
21. wyścig dodatkowy o 3. miejsce Hamill (65,53), Franczyszyn
22. wyścig dodatkowy o 1. miejsce Screen (67,53), Hancock